# Mun (rivier)

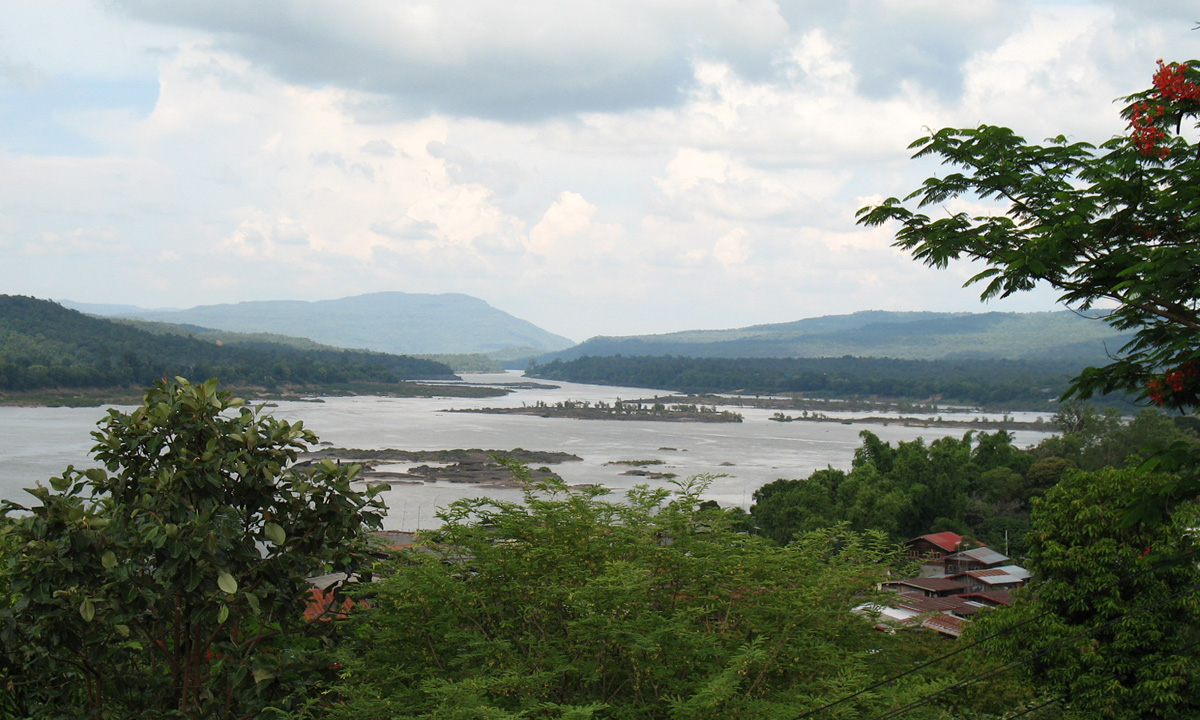
De monding van de Mun.

De rivier de Mun (Thais alfabet: แม่น้ำมูล) is een rivier in de regio Isaan in Thailand. De rivier ontspringt in het Khao Yai nationaal park (Phetchabun-bergen) in de provincie Nakhon Ratchasima dicht bij de stad Nakhon Ratchasima. De rivier loopt voor 673 kilometer door het zuidelijke gedeelte van Isaan om uiteindelijk bij Khong Chiam in de provincie Ubon Ratchathani in de rivier de Mekong te stromen.
De controversiële Pak Mun-dam ligt vlak bij de samenvloeiing met de Mekong. De belangrijkste toevoerrivier van de Mun is de Chi, die in het district Kanthararom in de provincie Sisaket in de rivier vloeit.
De rivier loopt door de provincies: Nakhon Ratchasima, Buriram, Surin, Roi Et, Sisaket en Ubon Ratchathani

## Steden
Belangrijke steden aan de rivier de Mun:
- Sisaket
- Ubon Ratchathani